# Johann Kraft Hiegell

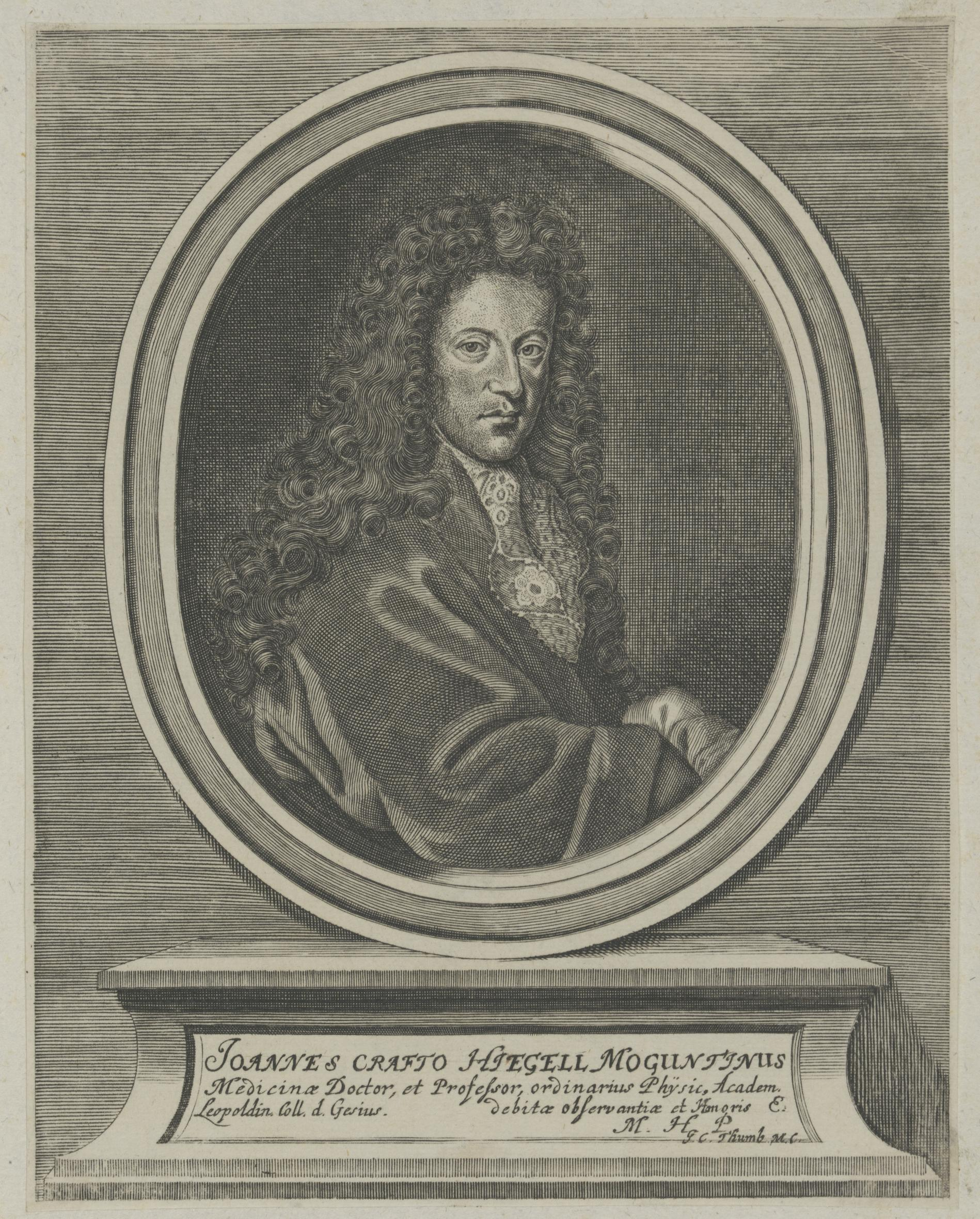
Porträt

Johann Kraft Hiegell oder Hiegel (* 10. März 1658 in Mainz; † 9. Dezember 1736 in Koblenz) war ein deutscher Hochschullehrer, Arzt, Archäologe, Sammler und Autor.

## Leben

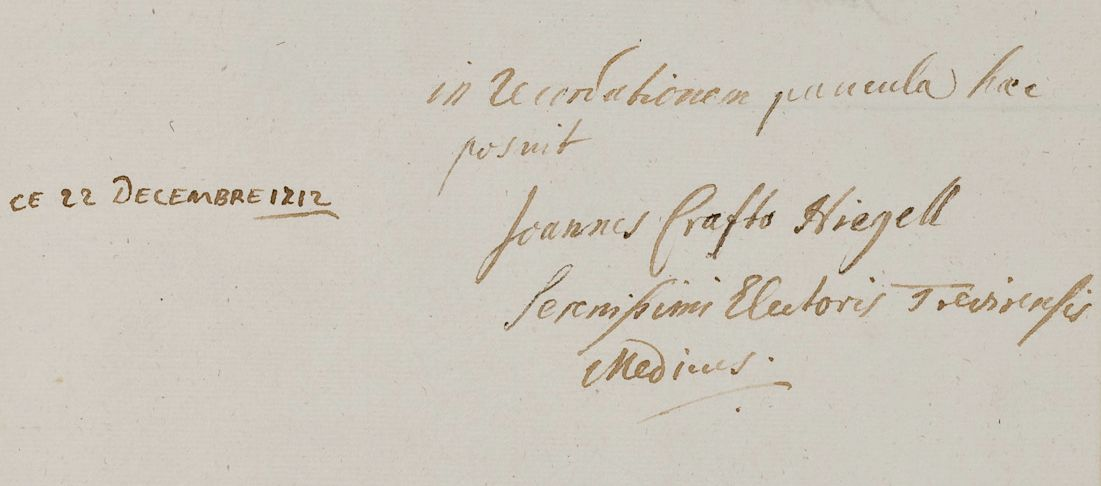
Autogramm von Johann Kraft Hiegell, 1712

Am 10. März 1658 wurde der aus einer Familie in Oppenheim stammende Hiegell in Mainz getauft. Nach dem Erwerb des Baccalaureus-Grads an der Universität Mainz studierte er unter anderem in Oxford und Heidelberg. 1685 wurde er Doktor der Medizin, 1686 Mitglied der Mainzer medizinischen Fakultät, in der er 1699 eine unbezahlte Professur erhielt.
1701 kehrte er der Universität Mainz den Rücken und ging nach Koblenz, wo er als kurtrierischer Leibarzt  und Apothekenrevisor wirkte.
Hiegell war seit dem 23. Oktober 1698 Mitglied der Leopoldina. Sein akademischer Beiname lautete Gesius I.
Seine Ehefrau war Maria Katharina Menshengen.

## Sammler
Hiegells vielseitige private Sammlung (von ihm ‚Museum‘ genannt) umfasste schätzungsweise 10.000 Objekte und wurde in einem kleinen gedruckten Katalog 1714 (Museaeum Hiegellianum) nur zu einem Teil dokumentiert. Ergänzt wurde die Sammlung durch eine Fachbibliothek von mehr als 1000 Titeln.
Seine Sammlung umfasste Werke der bildenden Kunst (unter anderem 19 Bände mit Porträts), Ethnographica (Gegenstände aus exotischen Ländern), mathematische und physikalische Instrumente, Naturalia (Mineralien, Gesteine einschließlich Fossilien, Pflanzen und Tiere) sowie archäologische Funde, die zumeist aus römischen Gräbern des Mainzer Raums stammten. Über 1000 römische Münzen hat Hiegell dagegen im Handel erworben. Schon 1698 veröffentlichte Hiegell eine Broschüre über Mainzer Römerfunde. Eine Schrift über römische Grabfunde in den Weinbergen von Kobern wurde zwar 1722 gedruckt, aber nicht ausgeliefert. Sie wurde 1750 vom Trierer Professor Salentin Ernst Eugen Cohausen herausgegeben.
Die in seinem Koblenzer Wohnhaus untergebrachten Sammlungen, die er auch Interessenten zeigte, verkaufte Hiegell größtenteils an Gottfried Bessel, Abt von Stift Göttweig. In den dortigen Sammlungen konnten Stücke aus der Sammlung Hiegells bisher nicht identifiziert werden. Allerdings befindet sich in der Grafiksammlung ein gestochenes Huldigungsblatt Hiegells an seinen Dienstherren, den Trierer Erzbischof Johann VIII. Hugo von Orsbeck anlässlich von dessen 75. Geburtstag im Jahr 1708.
In seinem Testament vermachte der anscheinend kinderlose Hiegell sein ganzes Vermögen und damit auch die restliche Sammlung den „verschämten“ Armen der Stadt Koblenz. Die Bücher Hiegells erwarb Cohausen bei der Nachlassauktion, während der handschriftliche Nachlass vom Nachlassverwalter verbrannt worden war. Allerdings verwahrt die Stadtbibliothek Mainz als Manuskript von Hiegell Locorum communium medico-physicorum liber I.II. inceptus Moguntiae mense Julio a. 1684 (Signatur: Hs I 517 a und b).

## Werke
- Collectaneorum naturae, artis & antiquitatis specimen primum antiquitatis, sive urnae sepulchralis, nuper extra urbem Moguntinam erutae descriptio. Mainz 1697 (online), wieder abgedruckt von Johann Peter Schunk 1789 (online)
- Museaeum Hiegellianum. Koblenz 1714 (online)
- Bibliotheca Specialis, quam ad Musei sui natura, artis & antiquitatis collectanea elucidanda Sibi & Amicis comparatam Confluentiae asservat Joannes Crafto Hiegell. Ohne Ort 1726 (online)
- Dem Publico wird hierdurch bekant gemacht, daß in einem von dem zu Coblentz abgelebten Medicinae Doctoren Herrn Joanne Crafftone Hiegel ... hinterlassenem Cabinet folgende Antiquitäten und Raritäten [...] an den Meistbiethenden in der Stadt Coblentz zu verlaßen seynd. Ohne Ort [Koblenz], ohne Jahr (nicht vor 1736) (nachgewiesen laut Karlsruher Virtueller Katalog nur in Senden, Nünning-Privatbibliothek, online)
- Texte in Epistola XIV von Commercii Litterarii Dissertationes Epistolicae Historico-Physico-Curiosae ... Jodoci Hermanni Nunni. Quibus Duas Epistolas, Priorem Epicriticam Et De Talismate Treverico, Alteram De Urnis Sepulchralibus Coberinis Adiecit Salent. Ernest. Eugen. Cohausen. Frankfurt am Main 1750, S. 269–299 (online)